# Hafford
Hafford est une ville de la Saskatchewan au Canada.

## Géographie
La localité de Hafford est située dans le centre-ouest de la province de Saskatchewan, non loin du lac salé de Redberry.

## Histoire
Hafford comporte une importante communauté d'origine ukrainienne, avec une église ukrainienne catholique fondée en 1911 et une église ukrainienne orthodoxe établie en 1909.

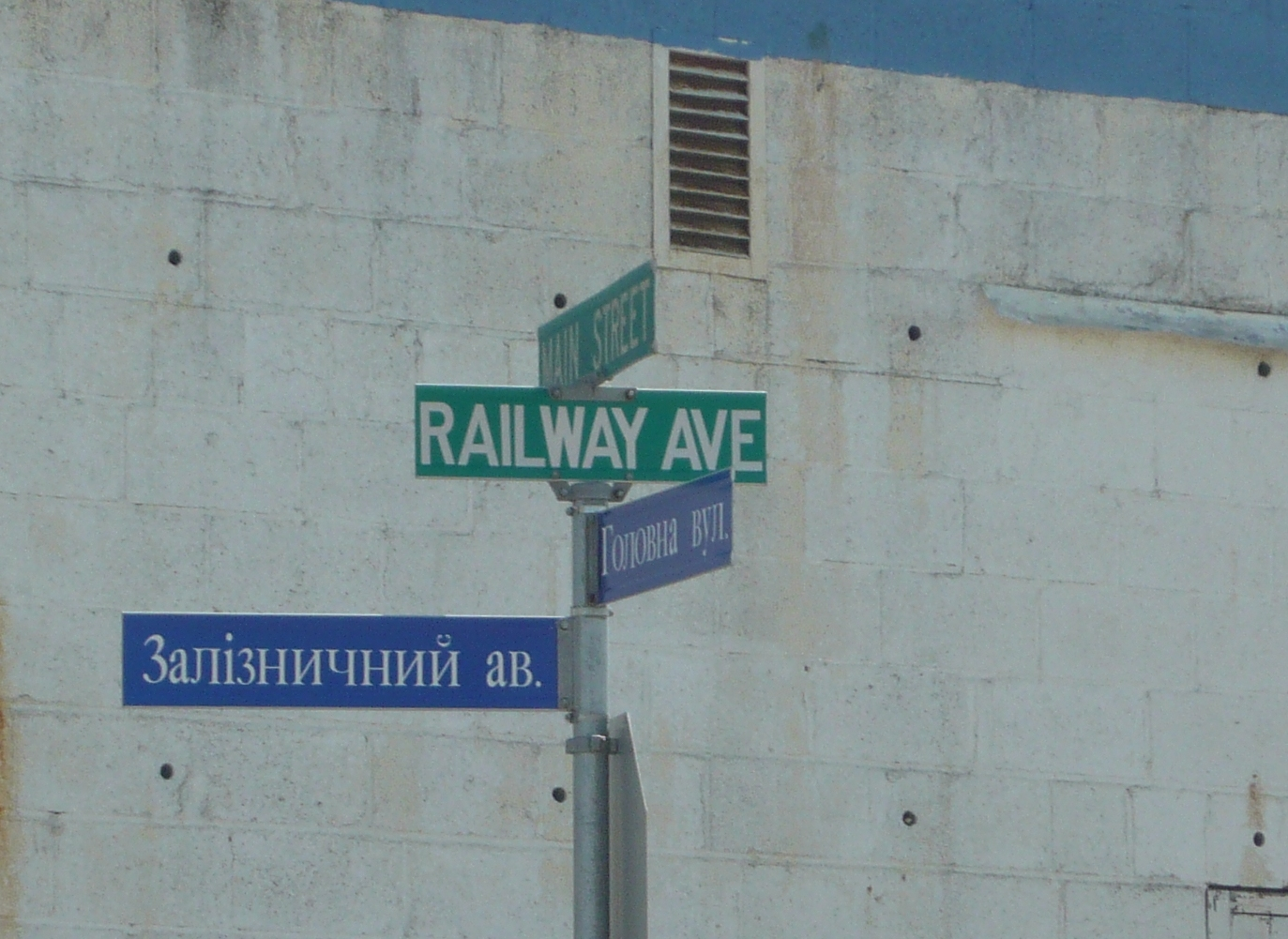
Panneaux de rue bilingues anglais et ukrainien à Hafford.

## Démographie
| 2016 | 2021 |
| ---- | ---- |
| 407  | 414  |